# Баликесир (вилајет)
Баликесир вилајет (тур. Balikesir ili), је вилајет у западној Турској, који излази и на Мраморно и на Егејско море. На западу се граничи са вилајетом Чанакале, на југозападу се граничи са вилајетом Измир, на југу са вилајетом Маниса, на југоистоку са вилајетом Китахија и на истоку са вилајетом Бурса. Седиште области је град Баликесир. Већи део вилајета се налази у Мраморној регији, док се мањи део вилајета налази у Егејској регији.
У овом вилајету се налази планина Каз даги. Вилајет Баликесир је познат по производњи маслина и као туристичка дестинација. У њој се налазе бројна налазишта каолинита и боракса.

## Окрузи
Вилајет Баликесир је подељен на 19 округа (престоница је подебљана):
- Ајвалик
- Баликесир
- Балја
- Бандирма
- Бигадич
- Бурханије
- Дурсунбеј
- Едремит
- Ердек
- Гомеч
- Гонен
- Хавран
- Ивринди
- Кепсут
- Манјас
- Мармара
- Саваштепе
- Синдирги
- Сусурлук